# Val Rendena
Val Rendena es una comarca de la región de Trentino-Alto Adigio, en la provincia de Trentino (Italia). Con forma de valle, de 20 km de longitud, es parte de las Giudicarie. Las principales ciudades son Spiazzo y Pinzolo. 

## Geografía
El valle es atravesado por el río Sarca (Sarca di Val Genova, Sarca di Nambrone y Sarca di Campiglio) entre el macizo Adamello-Presanella al oeste y el macizo del Brenta al este. El río llega al valle por el sur, por la fracción de Verdesina y lo abandona por el norte, en el municipio de Carisolo, donde se ramifica hacia el oeste con el nombre de Val Genova y hacia el este con el de Val di Campiglio, y pasa por los valles de Val Brenta, Vallesinella, Val Agola y Val Nambrone, hasta la famosa estación de montaña de Madonna di Campiglio.
Val Rendena es además la puerta de entrada al Parque Natural Adamello Brenta .
A nivel geológico, en Val Rendena coexisten dos sistemas rocosos: los Dolomitas del macizo de Brenta, con rocas sedimentarias calcáreas que atestiguan la presencia de antiguos mares, y las rocas magmáticas intrusivas cristalinas del macizo del Adamello-Presanella, cuyo aspecto se asemeja al granito.

## Organización administrativa
Val Rendena está dividido administrativamente en 11 municipios :
- Pinzolo ;
- Tres Ciudades ;
- Carisolo ;
- Giustino ;
- Massimeno
- Caderzone Terme ;
- Strembo ;
- Bocenago ;
- Spiazzo ;
- Pelugo ;
- Puerta de Rendena .

## Historia
Durante la Edad Media, Val Rendena fue parte delPrincipado Episcopal de Trento. A partir de 1511, los principados episcopales de Trento y Brixen (Bressanona) formaron una confederación con el condado principesco del Tirol bajo el gobierno de la Casa de Habsburgo austríaca, aunque con cierta autonomía. El principado fue secularizado por el Tratado de Lunéville en 1801 y finalmente se unió alCondado de Tirol en 1803. En 1805, el territorio fue asignado al nuevo Reino de Baviera, luego, en 1810, al Reino de Italia creado por Napoleón I En el Congreso de Viena de 1814, volvió al condado del Tirol, que formaba parte del Imperio austríaco . Después de la Primera Guerra Mundial, Val Rendena fue anexado definitivamente a Italia mediante el Tratado de Saint-Germain-en-Laye en 1919.

## Deporte
El valle de Rendena permite ascender a importantes cumbres, entre ellas la cima de Tosa, la cima de Ambiez, el campanario de Basso, la cima de Presanella y la cima Brenta. También existen vías ferratas como la del Bocchete central en el macizo del Brenta y numerosas rutas de senderismo. Val Rendena es famoso por sus estaciones de esquí de Pinzolo y especialmente Madonna di Campiglio, con importantes competiciones de esquí durante el invierno, como la Copa del Mundo de Esquí Alpino.
Val Rendena dispone también de un amplio carril bici desde Carisolo hasta Tione a lo largo del río Sarca.